# Andrea Tantaros
Andreana Kostantina Tantaros  (* 30. Dezember 1978 in Allentown, Pennsylvania, USA) ist eine amerikanische konservative Fernseh-Moderatorin beim Fox News Channel und Autorin sowie ehemalige Kolumnistin, Radiomoderatorin und Kampagnen-Managerin für verschiedene Politiker der Republikanischen Partei.

## Leben
Tantaros wuchs in Allentown, Pennsylvania auf, wo sie die Parkland High School besuchte. Ihren Eltern gehören Restaurants im Lehigh Valley.
Nach dem High-School-Besuch studierte Tantaros an der Lehigh University, wo sie im Jahr 2001 mit einem Bachelor of Arts in Journalismus und Französisch graduierte. Bereits 1999 war sie Praktikantin in der Pressestelle von Pat Buchanans Kampagne für das Amt des Präsidenten. Es folgte ein Praktikum bei der CNN-Sendung Crossfire.
Von 2002 bis 2005 arbeitete Tantaros als Sprecherin für die House Republican Conference (Mitgliederorganisation aller republikanischen Abgeordneten im Repräsentantenhaus) in Washington, D.C. Anschließend arbeitete sie im Westchester County von New York als Communication Director für die damalige District Attorney Jeanine Pirro, die für die republikanische Nominierung für die Senats-Wahl in New York 2006 kandidierte. Für Bill Welds Kampagne für das Amt des Gouverneurs von New York im Jahr 2006 war sie ebenfalls Communication Director. Des Weiteren arbeitete sie in der Pressestelle der 2006er Wiederwahl-Kampagne des Kongressabgeordneten Thomas M. Reynolds, für den republikanischen Politikberater Richard Wirthlin sowie als stellvertretende Pressesekretärin für den damaligen Kongressabgeordneten Pat Toomey.
Seit 2007 trat Tantaros regelmäßig im Fox News Channel (FNC) auf, 2010 wurde sie dort feste Mitarbeiterin und moderierte bis Anfang 2015 die Sendung The Five mit, sowie ab Mai 2014 die Sendung Outnumbered. Von 2009 bis 2012 veröffentlichte sie eine Kolumne in der New York Daily News. Von 2008 bis 2010 bzw. 2011 fungierte sie als Vize-Präsidentin für die Firma Sloane and Company in Manhattan, wo sie sie nach deren Angaben zufolge auf Krisenkommunikation, Gesundheitsfürsorge und öffentliche Angelegenheiten spezialisiert war. Von Januar 2012 bis 2013 moderierte sie ihre eigene Radio-Talkshow, The Andrea Tantaros Show, im Talk Radio Network, die drei Stunden lang war und im ehemaligen Sendezeitraum von Laura Ingraham ausgestrahlt wurde.
Seit dem 25. April 2016 tritt Tantaros nicht mehr im FNC auf; einer FNC-Mitteilung zufolge wegen arbeitsvertraglichen Umständen. Am 26. April erschien ihr Buch Tied Up in Knots: How Getting What We Wanted Made Women Miserable beim HarperCollins-Imprint Broadside Books. Am 8. August 2016 ließ Tantaros über ihren Anwalt mitteilen, dass sie seit 12. August 2014 vom damaligen FNC-CEO Roger Ailes mehrfach sexuell belästigt worden war; ihre Verweigerungen gegenüber Ailes sowie formelle Beschwerden über die Belästigungen bei hohen Stellen von FNC sollen Tantaros zufolge zu ihrer Versetzung von The Five zu Outnumbered sowie ihrer völligen Suspendierung geführt haben. Am 22. August reichte Tantaros über ihre Anwälte vor dem New York Supreme Court in Manhattan eine Zivilklage wegen sexueller Belästigung und unerlaubter Einflussnahme gegen Fox News, Ailes sowie die leitenden Fox-News-Angestellten Bill Shine, Dianne Brandi, Irena Briganti und Suzanne Scott mit Schadensersatzansprüchen von mindestens 49 Millionen US-Dollar ein. Die Klageschrift behauptet: „Fox News maskiert sich als Verteidiger traditioneller Familienwerte, aber hinter den Kulissen operiert es wie eine sex-betriebene, Playboy-Mansion-artige Sekte, eingeweicht in Einschüchterung, Unanständigkeit und Frauenfeindlichkeit.“ Neben Ailes werden darin auch Bill O’Reilly, Scott Brown, dem Fox-News-Journalisten John Roberts und Dean Cain vorgeworfen, unerwünschte Annäherungsversuche gegen Tantaros unternommen zu haben. Kommentatoren stellten Tantaros’ Vorwürfe in eine Reihe mit denen von Gretchen Carlson und anderen ehemaligen weiblichen Fox-News-Mitarbeitern.